# 千里馬運動
千里馬運動（せんりまうんどう、チョルリマうんどう）とは、5ヶ年人民経済計画（1957～61年）開始直前の1956年12月に朝鮮民主主義人民共和国の最高指導者であった金日成が朝鮮労働党全員会議で提唱した、経済発展を促進し、社会を大躍進させようという運動のこと。

## 初の大衆運動
千里馬（チョルリマ）とは一日に千里を走るという伝説上の馬のことで、その千里馬の勢いにあやかろうと命名した。
北朝鮮初の共産主義的大衆運動であり、金日成が1956年に南浦の降仙（ガンソン、こうせん）製鋼所を直接訪問し、より多くの鋼材を生産することを指示したのが千里馬運動の直接的な始まりとされる。「千里馬」は復興のスローガンであり、降仙製鋼所は、後に「千里馬製鋼連合企業所」に改称された。また、南浦の南西には千里馬郡が設置された。
1960年には平壌直轄市万寿台に千里馬銅像が建てられた。像の土台となる塔身は大きさの異なる360余種の花崗岩2,500個から築かれており、塔の高さは46メートルである。

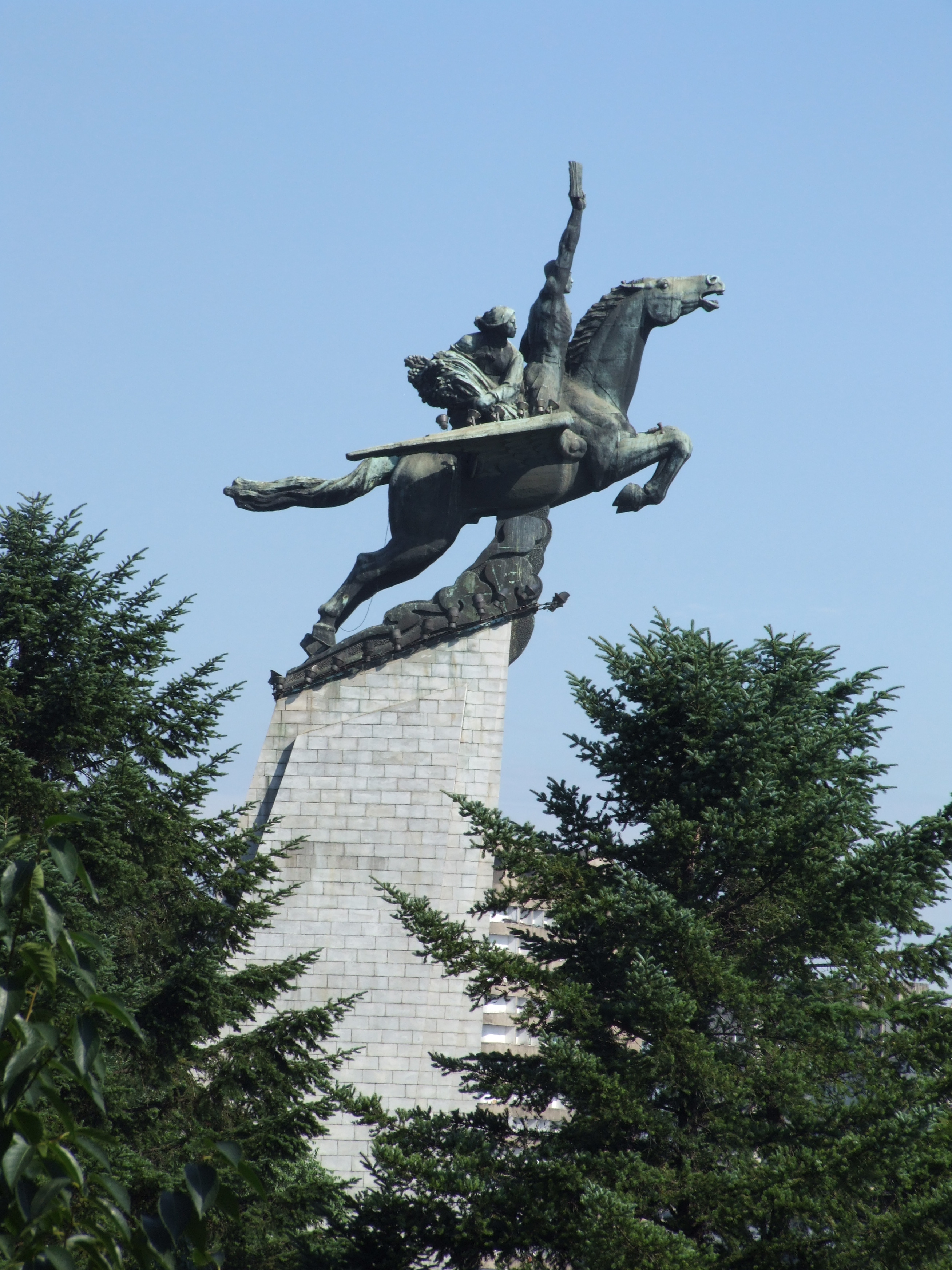
平壌の千里馬像
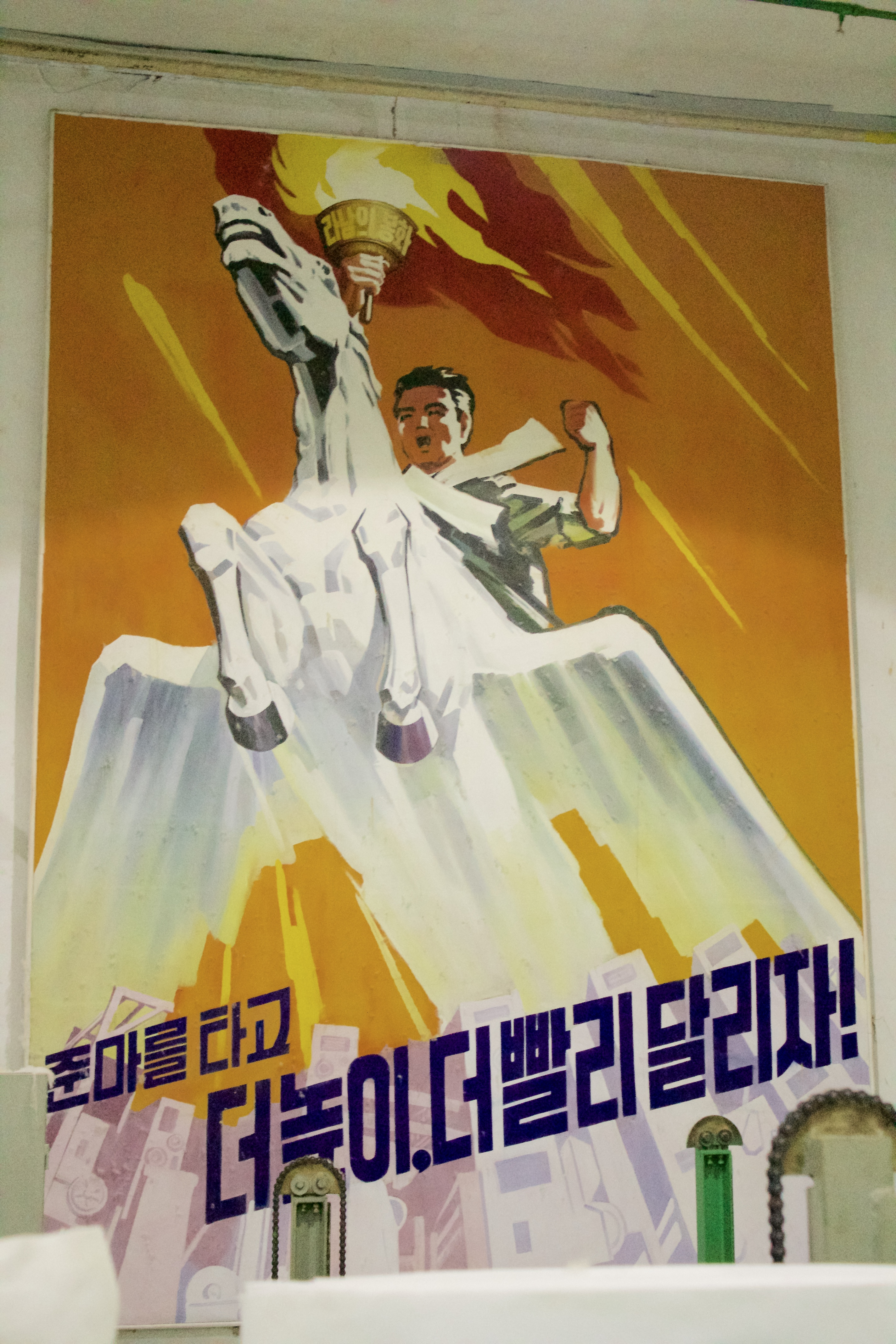
千里馬運動の宣伝ポスター

1960年代に入ると、社会主義にふさわしい大衆指導方式として青山里方式と大安の事業体系という二本柱が唱えられるようになった。
1970年代になると、北朝鮮政府は千里馬運動に代わって「三大革命赤旗獲得運動」（三大革命とは思想革命・技術革命・文化革命のこと）を社会主義建設の総路線として提唱して三革命赤旗獲得運動を推進した。

## 第2の千里馬運動
第2の千里馬運動（だいにのチョルリマうんどう）とは、1999年から北朝鮮で展開されている大衆運動のこと。1957～1961年まで行われた千里馬運動の精神を再点火することを促している。金日成死去後の1998年3月、金正日が千里馬製鋼連合企業所を訪問した際に再び千里馬運動を推進することを促して、1999年より始まったのが「第2の千里馬運動」である。